# Collegio di Croydon South
Croydon South è un collegio elettorale situato nella Grande Londra, e rappresentato alla Camera dei comuni del Parlamento del Regno Unito. Elegge un membro del parlamento con il sistema first-past-the-post, ossia maggioritario a turno unico; l'attuale parlamentare è Chris Philp del Partito Conservatore, che rappresenta il collegio dal 2015.

## Estensione

Croydon South dal 2010 al 2024

- 1974-1983: i ward del borgo londinese di Croydon di Coulsdon East, Purley, Sanderstead and Selsdon, Sanderstead North, Woodcote e Coulsdon West
- 1983-1997: i ward del borgo londinese di Croydon di Coulsdon East, Croham, Kenley, Purley, Sanderstead, Selsdon, Woodcote e Coulsdon West
- 1997-2010: i ward del borgo londinese di Croydon di Coulsdon East, Croham, Kenley, Purley, Sanderstead, Selsdon, Waddon, Woodcote e Coulsdon West
- 2010-2024: i ward del borgo londinese di Croydon di Coulsdon East, Coulsdon West, Croham, Kenley, Purley, Sanderstead, Selsdon and Ballards e Waddon
- dal 2024: i ward del borgo londinese di Croydon di Coulsdon Town, Kenley, Old Coulsdon, Park Hill and Whitgift, Purley and Woodcote, Purley Oaks and Riddlesdown, Sanderstead e South Croydon.[1]

## Membri del parlamento
| Elezione | Elezione        | Deputato      | Partito      |
| -------- | --------------- | ------------- | ------------ |
|          | Feb 1974        | William Clark | Conservatore |
| 1992     | Richard Ottaway |               | Conservatore |
| 2015     | Chris Philp     |               | Conservatore |

## Elezioni

### Elezioni negli anni 2020
| Partito                    | Partito                                   | Candidato                  | Risultati 4 luglio 2024 | Risultati 4 luglio 2024 |
| Partito                    | Partito                                   | Candidato                  | Voti                    | %                       |
| -------------------------- | ----------------------------------------- | -------------------------- | ----------------------- | ----------------------- |
|                            | Conservatore                              | Chris Philp                | 19 757                  | 40,01                   |
|                            | Laburista                                 | Ben Taylor                 | 17 444                  | 35,33                   |
|                            | Lib Dem                                   | Richard Howard             | 4 384                   | 8,88                    |
|                            | Reform UK                                 | Bob Bromley                | 4 149                   | 8,40                    |
|                            | Verdi                                     | Elaine Garrod              | 2 859                   | 5,79                    |
|                            | Workers                                   | Kulsum Hussin              | 612                     | 1,24                    |
|                            | Indipendente                              | Mark Samuel                | 173                     | 0,35                    |
|                            |                                           |                            |                         |                         |
| Iscritti                   | Iscritti                                  | Iscritti                   | 74 968                  | 100,00                  |
| ↳ Votanti (% su iscritti)  | ↳ Votanti (% su iscritti)                 | ↳ Votanti (% su iscritti)  | 49 378                  | 65,87                   |
| ↳ Astenuti (% su iscritti) | ↳ Astenuti (% su iscritti)                | ↳ Astenuti (% su iscritti) | 25 590                  | 34,13                   |
|                            |                                           |                            |                         |                         |
|                            | Esito: collegio confermato a Conservatore |                            |                         |                         |

### Elezioni negli anni 2010
| Partito                    | Partito                                   | Candidato                  | Risultati 12 dicembre 2019 | Risultati 12 dicembre 2019 |
| Partito                    | Partito                                   | Candidato                  | Voti                       | %                          |
| -------------------------- | ----------------------------------------- | -------------------------- | -------------------------- | -------------------------- |
|                            | Conservatore                              | Chris Philp                | 30 985                     | 52,20                      |
|                            | Laburista                                 | Olga Fitzroy               | 18 646                     | 31,41                      |
|                            | Lib Dem                                   | Anna Jones                 | 7 503                      | 12,64                      |
|                            | Verdi                                     | Peter Underwood            | 1 782                      | 3,00                       |
|                            | UKIP                                      | Kathleen Garner            | 442                        | 0,74                       |
|                            |                                           |                            |                            |                            |
| Iscritti                   | Iscritti                                  | Iscritti                   | 83 982                     | 100,00                     |
| ↳ Votanti (% su iscritti)  | ↳ Votanti (% su iscritti)                 | ↳ Votanti (% su iscritti)  | 59 358                     | 70,68                      |
| ↳ Astenuti (% su iscritti) | ↳ Astenuti (% su iscritti)                | ↳ Astenuti (% su iscritti) | 24 624                     | 29,32                      |
|                            |                                           |                            |                            |                            |
|                            | Esito: collegio confermato a Conservatore |                            |                            |                            |

| Partito                    | Partito                                   | Candidato                  | Risultati 8 giugno 2017 | Risultati 8 giugno 2017 |
| Partito                    | Partito                                   | Candidato                  | Voti                    | %                       |
| -------------------------- | ----------------------------------------- | -------------------------- | ----------------------- | ----------------------- |
|                            | Conservatore                              | Chris Philp                | 33 334                  | 54,42                   |
|                            | Laburista                                 | Jennifer Brathwaite        | 21 928                  | 35,80                   |
|                            | Lib Dem                                   | Anna Jones                 | 3 541                   | 5,78                    |
|                            | Verdi                                     | Catherine Shelley          | 1 125                   | 1,84                    |
|                            | UKIP                                      | Kathleen Garner            | 1 116                   | 1,82                    |
|                            | Popoli Cristiani                          | David Omamogho             | 213                     | 0,35                    |
|                            |                                           |                            |                         |                         |
| Iscritti                   | Iscritti                                  | Iscritti                   | 83 518                  | 100,00                  |
| ↳ Votanti (% su iscritti)  | ↳ Votanti (% su iscritti)                 | ↳ Votanti (% su iscritti)  | 61 257                  | 73,35                   |
| ↳ Astenuti (% su iscritti) | ↳ Astenuti (% su iscritti)                | ↳ Astenuti (% su iscritti) | 22 261                  | 26,65                   |
|                            |                                           |                            |                         |                         |
|                            | Esito: collegio confermato a Conservatore |                            |                         |                         |

| Partito                    | Partito                                   | Candidato                  | Risultati 7 maggio 2015 | Risultati 7 maggio 2015 |
| Partito                    | Partito                                   | Candidato                  | Voti                    | %                       |
| -------------------------- | ----------------------------------------- | -------------------------- | ----------------------- | ----------------------- |
|                            | Conservatore                              | Chris Philp                | 31 448                  | 54,49                   |
|                            | Laburista                                 | Emily Benn                 | 14 308                  | 24,79                   |
|                            | UKIP                                      | Kathleen Garner            | 6 068                   | 10,51                   |
|                            | Lib Dem                                   | Gill Hickson               | 3 448                   | 5,97                    |
|                            | Verdi                                     | Peter Underwood            | 2 154                   | 3,73                    |
|                            | Putting Croydon First                     | Mark Samuel                | 221                     | 0,38                    |
|                            | Class War                                 | Jon Bigger                 | 65                      | 0,11                    |
|                            |                                           |                            |                         |                         |
| Iscritti                   | Iscritti                                  | Iscritti                   | 82 010                  | 100,00                  |
| ↳ Votanti (% su iscritti)  | ↳ Votanti (% su iscritti)                 | ↳ Votanti (% su iscritti)  | 57 712                  | 70,37                   |
| ↳ Astenuti (% su iscritti) | ↳ Astenuti (% su iscritti)                | ↳ Astenuti (% su iscritti) | 24 298                  | 29,63                   |
|                            |                                           |                            |                         |                         |
|                            | Esito: collegio confermato a Conservatore |                            |                         |                         |

| Partito                    | Partito                                   | Candidato                  | Risultati 6 maggio 2010 | Risultati 6 maggio 2010 |
| Partito                    | Partito                                   | Candidato                  | Voti                    | %                       |
| -------------------------- | ----------------------------------------- | -------------------------- | ----------------------- | ----------------------- |
|                            | Conservatore                              | Richard Ottaway            | 28 684                  | 50,93                   |
|                            | Lib Dem                                   | Simon Rix                  | 12 866                  | 22,84                   |
|                            | Laburista                                 | Jane Avis                  | 11 287                  | 20,04                   |
|                            | UKIP                                      | Jeffrey Bolter             | 2 504                   | 4,45                    |
|                            | Verdi                                     | Gordon Ross                | 981                     | 1,74                    |
|                            |                                           |                            |                         |                         |
| Iscritti                   | Iscritti                                  | Iscritti                   | 81 303                  | 100,00                  |
| ↳ Votanti (% su iscritti)  | ↳ Votanti (% su iscritti)                 | ↳ Votanti (% su iscritti)  | 56 322                  | 69,27                   |
| ↳ Astenuti (% su iscritti) | ↳ Astenuti (% su iscritti)                | ↳ Astenuti (% su iscritti) | 24 981                  | 30,73                   |
|                            |                                           |                            |                         |                         |
|                            | Esito: collegio confermato a Conservatore |                            |                         |                         |

### Elezioni negli anni 2000
| Partito                    | Partito                                   | Candidato                  | Risultati 5 maggio 2005 | Risultati 5 maggio 2005 |
| Partito                    | Partito                                   | Candidato                  | Voti                    | %                       |
| -------------------------- | ----------------------------------------- | -------------------------- | ----------------------- | ----------------------- |
|                            | Conservatore                              | Richard Ottaway            | 25 320                  | 51,78                   |
|                            | Laburista                                 | Paul Smith                 | 11 792                  | 24,12                   |
|                            | Lib Dem                                   | Sandra Lawman              | 10 049                  | 20,55                   |
|                            | UKIP                                      | James Feisenberger         | 1 054                   | 2,16                    |
|                            | Veritas                                   | Graham Dare                | 497                     | 1,02                    |
|                            | The People's Choice                       | Mark Samuel                | 185                     | 0,38                    |
|                            |                                           |                            |                         |                         |
| Iscritti                   | Iscritti                                  | Iscritti                   | 75 812                  | 100,00                  |
| ↳ Votanti (% su iscritti)  | ↳ Votanti (% su iscritti)                 | ↳ Votanti (% su iscritti)  | 48 897                  | 64,50                   |
| ↳ Astenuti (% su iscritti) | ↳ Astenuti (% su iscritti)                | ↳ Astenuti (% su iscritti) | 26 915                  | 35,50                   |
|                            |                                           |                            |                         |                         |
|                            | Esito: collegio confermato a Conservatore |                            |                         |                         |

| Partito                    | Partito                                   | Candidato                  | Risultati 7 giugno 2001 | Risultati 7 giugno 2001 |
| Partito                    | Partito                                   | Candidato                  | Voti                    | %                       |
| -------------------------- | ----------------------------------------- | -------------------------- | ----------------------- | ----------------------- |
|                            | Conservatore                              | Richard Ottaway            | 22 169                  | 49,20                   |
|                            | Laburista                                 | Gerry Ryan                 | 13 472                  | 29,90                   |
|                            | Lib Dem                                   | Anna-Nicolett Gallop       | 8 226                   | 18,26                   |
|                            | UKIP                                      | Kathleen Garner            | 998                     | 2,21                    |
|                            | The People's Choice                       | Mark Samuel                | 195                     | 0,43                    |
|                            |                                           |                            |                         |                         |
| Iscritti                   | Iscritti                                  | Iscritti                   | 73 372                  | 100,00                  |
| ↳ Votanti (% su iscritti)  | ↳ Votanti (% su iscritti)                 | ↳ Votanti (% su iscritti)  | 45 060                  | 61,41                   |
| ↳ Astenuti (% su iscritti) | ↳ Astenuti (% su iscritti)                | ↳ Astenuti (% su iscritti) | 28 312                  | 38,59                   |
|                            |                                           |                            |                         |                         |
|                            | Esito: collegio confermato a Conservatore |                            |                         |                         |

## Risultati dei referendum

### Referendum sulla permanenza del Regno Unito nell'Unione europea del 2016
|             | Collegio      | Lasciare UE % | Rimanere in UE % |
| ----------- | ------------- | ------------- | ---------------- |
|             | Croydon South | 45,8%         | 54,2%            |
|             | Inghilterra   | 53,3%         | 46,7%            |
| Regno Unito | 51,9%         | 48,1%         |                  |